# Дернівська сільська рада (Кам'янка-Бузький район)
| Дернівська сільська рада — орган місцевого самоврядування у Кам'янка-Бузькому районі Львівської області з адміністративним центром у с. Дернів. Історична дата утворення: в 1949 році. Сільській раді підпорядковані населені пункти: - с. Дернів - с. Дальнич - с. Сапіжанка - с. Товмач |

## Склад ради
Рада складається з 14 депутатів та голови.

### Керівний склад ради
| ПІБ                   | Основні відомості                                            | Дата обрання | Дата звільнення          |
| --------------------- | ------------------------------------------------------------ | ------------ | ------------------------ |
| Олива Олег Васильович | Сільський голова, 1959 року народження, освіта, безпартійний | 26.03.2006   | 31.10.2010               |
| Олива Олег Васильович | Сільський голова, 1959 року народження, освіта, безпартійний | 31.10.2010   | Шульган Віталій Петрович |

 Сільський голова, 1968 року народження, освіта вища, безпартійний
| align=center| 25.10.2015 

Примітка: таблиця складена за даними джерела